# Virāṭa

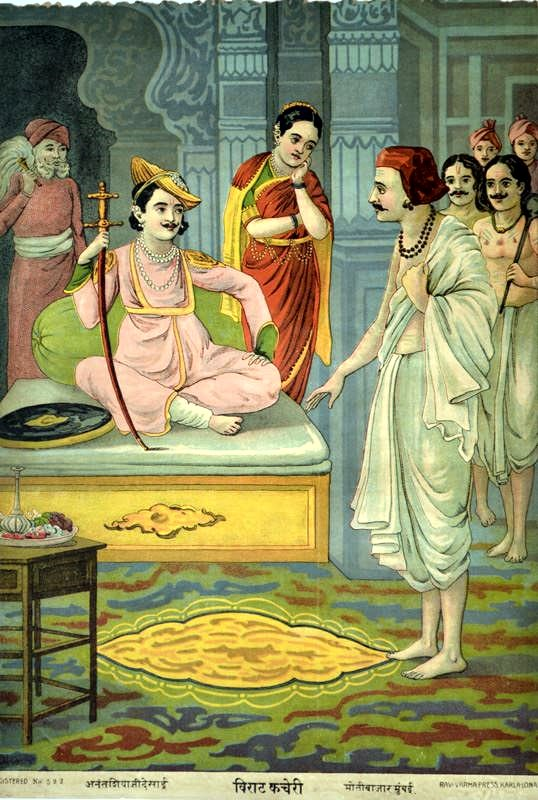
Una litografia di Virāṭa e la sua corte di Ravi Varma (1920)

Virāṭa (in sanscrito विराट), nell'epica indù del Mahābhārata, era il sovrano del regno di Matsya, presso la cui corte spesero un anno i Pandava sotto mentite spoglie. Virāṭa era sposato a Sudeṣaṇā ed era padre del principe Uttara e della principessa Uttarā, che sposò Abhimanyu, figlio di Arjuna. Il figlio di Abhimanyu e Uttarā, Parīkṣit, succedette a Yudhiṣṭhira al trono di Hastinapura, dopo la guerra di Kurukṣetra.

## Biografia
Virāṭa era un buon sovrano. Sposò Sudeṣaṇā, la sorella maggiore del suo comandante in capo Kīcaka, del quale temeva la potenza, sebbene egli stesso fosse un feroce guerriero. Finì infatti per sottometterglisi: fu infatti avvertito da Kīcaka che se non avesse obbedito ai suoi ordini, lui avrebbe distrutto il suo intero regno. Non fu in grado di fermarlo quando stava insultando Draupadī travestita da Sairandhari. Soltanto dopo che Bhima uccise Kīcaka, Virāṭa divenne indipendente ed insultò Duryodhana che stava incolpandolo per la morte di Kīcaka. Quando il re di Trigarta Susharma lo attaccò su ordine di Duryodhana da un'altra direzione, Virāṭa combatté contro di lui coraggiosamente; quando Susharma stava per ucciderlo, venne salvato da Bhima. Sua figlia Uttarā era sposata con il figlio di Arjuna, Abhimanyu, il cui figlio Parīkṣit succedette al trono di Yudhiṣṭhira.

## Ruolo nella guerra e nella morte di Kurukshetra
Virāṭa sostenne i Pandava durante la guerra. Prima, Sahadeva preferiva lui come comandante in capo del loro esercito, ma Yudhiṣṭhira e Arjuna vollero Dhṛṣṭadyumna. Fu ucciso da Drona il quindicesimo giorno di guerra. In diverse versioni venne fatto fuori durante un attacco Kaurava nella guerra di Kurukṣetra insieme ai suoi figli.